# Chimalistac
Chimalistac es una colonia residencial del sur de la Ciudad de México correspondiente a la alcaldía Álvaro Obregón. Chimalistac está formado por un pueblo -de origen prehispánico- y un fraccionamiento de finales del siglo XIX -establecido en los terrenos de lo que fue la huerta del colegio carmelita de San Ángel. Se caracteriza por la uniformidad y belleza de su conjunto arquitectónico y por sus tradiciones y festividades. Del pasado proviene el trazado irregular de sus calles, muchas de las cuales permanecen empedradas y con escaso tráfico.

## Ubicación
Se encuentra en los límites de la delegación Álvaro Obregón con la delegación Coyoacán.  Colinda con las colonias Agrícola, al norte; Oxtopulco Universidad al oriente; Fortín Chimalistac y Copilco el Bajo al sur; y San Ángel al poniente. Su código postal es 01070.
Bajo la calle Paseo del Río corre el río Magdalena, que dio lugar en el pasado a sus puentes; actualmente es un corredor vial arbolado. 
Existen rutas de transporte público concesionado sobre la avenida Miguel Ángel de Quevedo. Sobre la avenida Insurgentes existe una ruta del Metrobús, con dos estaciones: La Bombilla y Doctor Gálvez. La estación de metro más cercana es Miguel Ángel de Quevedo.

## Toponimia
Chimalistac es un topónimo de origen náhuatl. Resulta de la combinación de las palabras  Chimalli, 'escudo' e iztac 'blanco', de manera que se traduce como: Lugar del escudo blanco.

## Historia

### Periodo prehispánico y colonial
En el periodo prehispánico Chimalistac pertenecía a Coyohuacan, asentamiento que había sido avasallado por los tepanecas  alrededor de 1332. En el 1410, Tezozómoc, señor de Azcapotzalco, le da a Coyoacán el rango de señorío e instala a su hijo Maxtla como gobernante de este. En 1426 Maxtla toma el trono de Azcapotzalco y hostiliza a la ciudad mexica de Tenochtitlan y a la ciudad acolhua de Texcoco. Sin embargo, los mexicas y acolhuas unen fuerzas y toman Azcapotzalco en 1428 y Maxtla huye a Coyoacán, donde es derrotado en 1430. El señorío de Coyoacán y sus barrios dependientes -que eran Chimalistac, Coapa, Tepetlapa, Axotla, Huitzilopochco, Xoco,  y Copilco- se convirtierón en tributarios de la triple alianza, conformada por las ciudades de Texcoco, Tenochtitlan y Tlacopan.
Durante el dominio de la Triple Alianza, el Coyoacán prehispánico se desarrolló a lo largo de los ejes de comunicación Churubusco-Chimalistac, Chimalistac-Mixcoac y Chimalistac-Tenochtitlan.
Durante la conquista de México, Coyoacán estaba regido por el cacique Ixtolinque  –hijo de Cuauhpopoca, el antiguo gobernador mexica de Coyoacán, ejecutado por Hernán Cortés en 1519. Al fin de la guerra se une a la causa española y tras la caída de Tenochtitlán es bautizado con el nombre de Juan de Guzmán Ixtolinque y se convirtió en un fiel aliado de Hernán Cortés, quien se estableció en Coyoacán de 1521 a 1523 con sus capitanes y su ejército mientras se reconstruía la Ciudad de México.
En 1525 Cortés cedió a Juan de Guzmán Ixtolinque las tierras que habían pertenecido a su familia, en recompensa por su lealtad a los españoles y lo nombró gobernador de Coyoacán, título que ostentó hasta su muerte en 1569. Las propiedades del gobernador Ixtolinque eran numerosas y entre estas se contaba una finca con una extensa huerta en Chimalistac.  Fue sucedido en el gobierno por su hijo Juan de Guzmán Ixtolinque el joven quien muere en 1573 y es sucedido por su hijo Felipe de Guzmán Ixtolinque y su esposa, quienes donan a la Orden de los Carmelitas Descalzos la finca de Chimalistac. En 1597 Andrés de Mondragón también hace una donación de tierras a la orden y los carmelitas deciden fundar en los extensos terrenos donados su colegio de teología y artes dedicado a Santa Ana.
Los carmelitas mantuvieron la propiedad hasta las Leyes de Reforma.

## Gobierno y desarrollo urbano
En 1906 se inició el fraccionamiento residencial de los terreno que habían pertenecido a los carmelitas, en lo que se llamó Huerta del Carmen.
Como consecuencia de la revolución, en 1928 la ciudad fue dividida en delegaciones políticas, dependientes del recientemente creado Departamento Central (luego Departamento del Distrito Federal). El suroeste del valle fue ocupado por la Delegación San Ángel, de la cual dependía Chimalistac.  Actualmente se denomina Alcaldía Álvaro Obregón.
El desarrollo urbano absorbió el antiguo pueblo y fraccionamiento, aunque este mantuvo su identidad particular. Sobre las avenidas Insurgentes y Miguel Ángel de Quevedo existe un corredor comercial.
El 28 de noviembre de 2012 el gobierno del Distrito Federal emitió un decreto que declara a Chimalistac patrimonio tangible e intangible de la ciudad. En el decreto se expresa que:

"..."Se declara patrimonio cultural tangible de la Ciudad de México a los callejones, callejuelas, jardines, conjuntos religiosos, paseos, casas y en general, al conjunto urbano-arquitectónico ubicado en la Colonia Chimalistac, Delegación Álvaro Obregón; y patrimonio cultural intangible al conjunto de festividades, manifestaciones artísticas, actividades de esparcimiento, ferias populares, tradiciones, exposiciones de arte, formas de organización comunitaria y demás manifestaciones colectivas pertenecientes a la colonia mencionada.”

La declaración establece restricciones al uso del suelo y construcciones que pueden realizarse en la colonia.

## Monumentos históricos

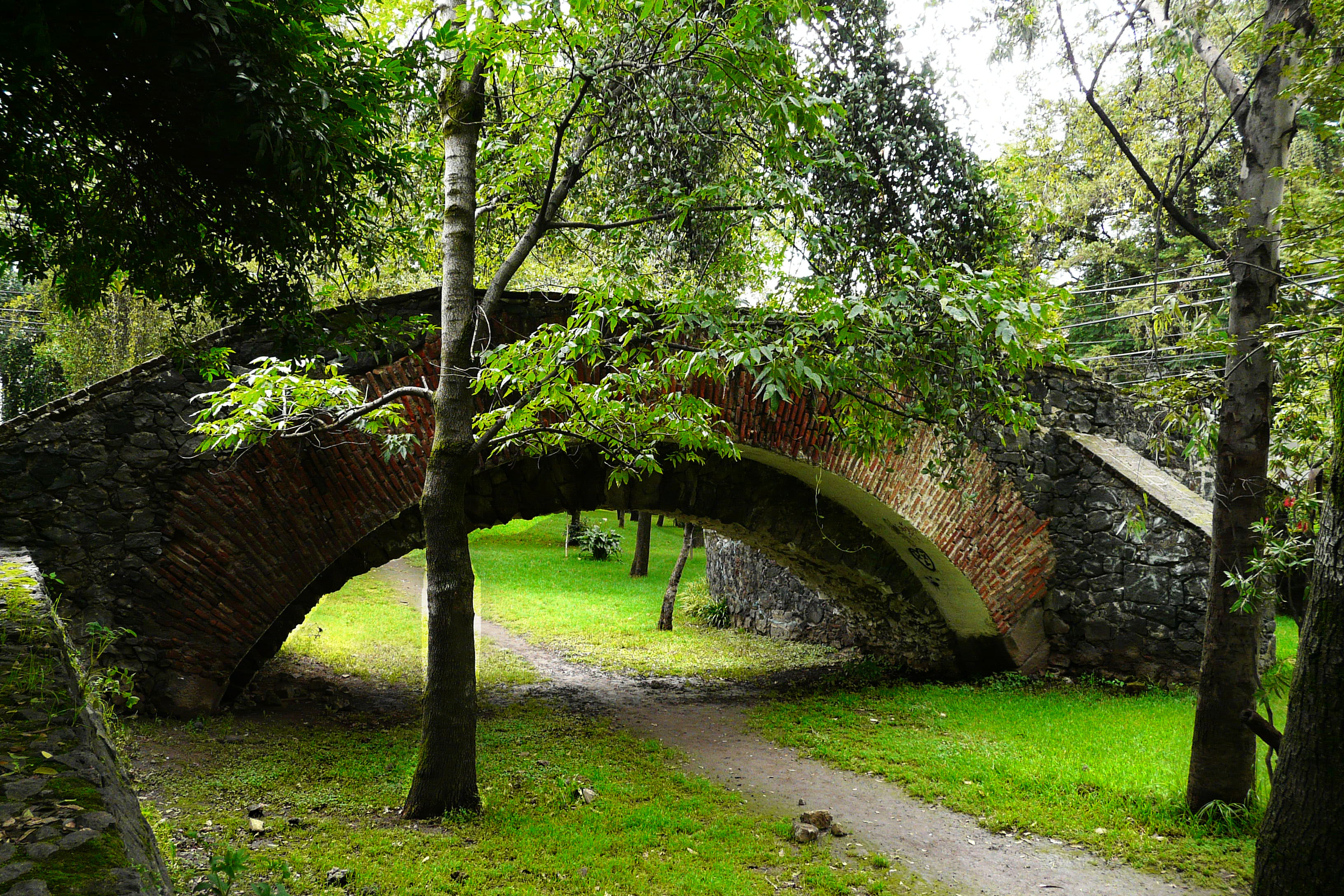
Puente en el Paseo del Río

Chimalistac alberga 12 construcciones catalogadas como monumentos históricos por el INAH, construidas en los siglos XVII, XVIII y XIX así como el Monumento a Álvaro Obregón que fue construido en 1935.
Del periodo colonial datan la parroquia de San Sebastián Mártir, la ermita o cámara de los secretos construida por Fray Andrés de San Miguel, así como la casona que alberga al Centro de Estudios de Historia de México Carso.  También están catalogados como monumentos históricos la cruz atrial de la parroquia de San Sebastián, un tramo de la barda que delimitaba la huerta del colegio de San Ángel, que se conserva en las instalaciones del Club España y los cuatro puentes de mampostería que se encuentran sobre el Paseo del Río, de los que destaca el puente del púlpito por sus dimensiones y la tradición asociada a él, ya que en el estrado que se encuentra sobre el puente, los alumnos del colegio de San Ángel ensayaban sus sermones mientras los profesores y los demás alumnos los escuchaban desde la ribera del río.
Del siglo XIX datan las casas marcadas con los números 5, 101 y 186 del Paseo del Río, que constituyen valiosos ejemplos de las fincas de descanso de la época y también están consideradas como monumentos históricos de acuerdo a la ley,así como la ubicada en Paseo del Carmen 1, de fines del siglo XIX, que fue residencia del arquitecto Francisco Artigas y hoy es sede de la Casa de la Universidad de California en México Archivado el 20 de febrero de 2017 en Wayback Machine..

## Santa
Santa es una novela de Federico Gamboa publicada en 1903 que le dio gran fama a su autor y a Chimalistac, donde esta transcurre. La novela da una imagen bastante apegada del Chimalistac de principios del siglo XX. y desde su publicación tuvo un gran éxito, convirtiéndose en un referente de la zona y es considerada por escritores como José Emilio Pacheco como el primer best seller mexicano 
 En homenaje a la obra y a su autor, en 1923 la plaza de San Sebastián fue rebautizada como Federico Gamboa y dos calles aledañas como Santa y el callejón de Hipo, en referencia a los personajes principales de la novela.

## Chimalistac en el arte
La principal referencia cinematográfica de Chimalistac son las cuatro adaptaciones al cine de la novela Santa. Cabe destacar que la versión de 1932 es considerada la primera película del cine sonoro mexicano. Estas versiones son:
- Santa (1918) de Luis G. Peredo.
- Santa (1932) de Antonio Moreno.
- Santa (1943) de Norman Foster y Alberto Gómez de la Vega.
- Santa (1969) de Emilio Gómez Muriel.

El Paseo del Río, la plaza Federico Gamboa y la parroquia de San Sebastián han sido tema recurrente las obras de artistas como José María Velasco, Mauricio Rugendas y Ben-Hur Baz.

## Residentes ilustres
- Francisco Artigas (1916-1999) Arquitecto e ingeniero, autor de varias de las casas del proyecto Jardines del Pedregal. Vivió en Josefina Prior 32, en una casa estudio edificada por él.[10]
- Ignacio Cumplido
- Federico Gamboa
- Barbara Jacobs
- Susana Zabaleta, actriz y cantante mexicana.
- José Antonio Meade (1969) político y economista mexicano. Fue candidato a la presidencia de México en las elecciones federales de 2018.[11]
- Felipe Gómez Mont, prestigiado abogado penalista y político cofundador del Partido Acción Nacional tuvo su casa en la calle Lombardo Toledano, donde vivió con su esposa y sus 10 hijos.
- Tito Monterroso
- Augusto Gómez Villanueva (1929) Diplomático y Político Mexicano
- Elena Poniatowska (1932) Escritora, periodista y activista.
- Julio Camelo Martínez
- Arturo "el Rudo" Rivera (1954-2022) Cronista deportivo, comentarista y locutor. Nació en Santa 16. [12]

## Algunos sitios de interés
- Capilla de San Sebastián Mártir
- Plaza Federico Gamboa
- Cámara de los secretos
- Obraje Posadas
- Puente del púlpito
- Monumento a Álvaro Obregón
- Centro de Estudios de Historia de México Carso
- Casa Gálvez
- Casa de la Universidad de California
- Club España

## Galería
|                                   |
| Parroquia de San Sebastián Mártir |

|                        |
| Cámara de los secretos |

|                                       |
| Interior de la cámara de los secretos |

|                |
| Obraje Posadas |

|                    |
| Puente del púlpito |

|                            |
| Monumento a Álvaro Obregón |